# Tilletia cathcartae
Tilletia cathcartae är en svampart som beskrevs av Durán & G.W. Fisch. 1961. Tilletia cathcartae ingår i släktet Tilletia och familjen Tilletiaceae.   Inga underarter finns listade i Catalogue of Life.